# Шангај (Нови Сад)
Шангај је градска четврт Новог Сада.

## Положај насеља
Шангај се налази у североисточном делу урбаног градског подручја, на старом путу за Каћ, који је затворен за саобраћај почетком 1990-их. Насеље је у потпуности окружено Радном зоном север 4. У административном смислу, насеље Шангај је део територије месне заједнице „Шангај“, која поред овог насеља обухвата и источни део Радне зоне север 4. Шангај има површину од 0,13 km², а у непосредној близини насеља се налазе рафинерија нафте Нафтне Индустрије Србије, термоелектрана - топлана, као и река Дунав.

## Име и историја
Некадашње име овог дела града било је Врбак и ту се долазило на ђурђевдански и мајски уранак. Насеље Шангај је почело да се гради крајем 19. века, а име је добило по бифеу Шангај, који је у насељу саградио Тихомир Бранчић (само име бифеа долази од назива истоименог града у Кини). Између два светска рата, име насеља је било Бранчићево насеље, по презимену власника поменутог бифеа.
У прошлости је простор на коме се налази Шангај био острво и називан је „Ратно острво“ и „Петроварадинска ада“, а све до прве половине 18. века ово острво је сматрано делом Срема и било је целина са Петроварадином. Дунав је овде имао два тока: северни меандар кроз данашњи Велики рит и јужну пречицу испод петроварадинског подграђа, која тада није била пловна. Турци су у 16. веку на овом острву саградили тврђаву и због тога су називали острво „Ада - кале“ (на српском: „острво - тврђава“ или „ратно острво“). Ова тврђава је мостом била повезана са Петроварадином.
После битке код Сенте, 11. септембра 1687. године, Турци су се повукли из ових крајева, а Аустријска држава је 1692. године на другој обали реке почела да гради данашњу Петроварадинску тврђаву. Матица Дунава је у потпуности променила свој ток, да би крајем 18. века некадашња пречица постала главно корито Дунава. Постепено је дошло до зароњавања бившег корита које је на многим местима потпуно затрпано, услед чега се Ратно острво спојило са копном на бачкој страни и остало само као географски појам. Бивша турска тврђава је изгубила на свом стратегијском значају и обрушила се.
Од одласка Турака до краја 19. века, на овом простору није било битнијих дешавања. Тек половином осамдесетих година 19. века, уочавају се контуре првог насеља, Старог Шангаја, што је повезано са изградњом градске кланице. Радници новосадске кланице саградили су куће за становање, чиме је започела изградња насеља, претече данашњег Шангаја. Ово насеље је тада називано „Насеље код Кланице“.
Стари Шангај је 1940. године имао 150 кућа, а услед проблема са поплавама, Градска управа је одлучила да становници насеља треба да се преселе на Клису и Слану Бару. Део становништва се тада одселио, али неки су се вратили и обновили своје куће у насељу, тако да је 1941. године Стари Шангај имао свега педесетак кућа. Под окупацијом 1942. године, неки становници Шангаја, претежно Роми, страдали су у рацији. Нова послератна југословенска власт користила је за ово насеље званични назив „Ратно острво“. Половином педесетих година 20. века у насељу је било скоро 200 кућа.
Нова епоха у историји насеља почиње 1957. године када је донета одлука да се на месту тадашњег насеља изгради Жежељев мост и млинско-индустријски комплекс „Данубијус“, што је подразумевало и измештање корита канала ДТД, са новим ушћем. Насеље „Ратно острво“ (Шангај) тада је измештено на нову „привремену“ локацију, где се и данас налази.
До 1959. године су већ сви, уз новчану надокнаду, прешли из Старог Шангаја и изградили своје куће на новој локацији, тада званој „Калиште“ (овај назив долази од турске речи „кале“ - тврђава, односно од некадашње турске тврђаве која се овде налазила). Из старог Шангаја у нови се преселило око 100 породица, док су се остали раселили по граду. Тада су Шангајци своје ново насеље назвали „Кидричево“, по Борису Кидричу. Градска власт није прихватила то име, сматрајући да ће лик и дело овог револуционара бити унижено тиме што ће једно овакво неугледно насеље носити назив по њему. Због тога је на збору грађана у Шангају, 1961. године, изгласано да се насеље званично зове општепознатим именом у народу - Шангај.
Почетком шездесетих година 20. века у Шангају је било 400 стамбених објеката. Четворогодишња основна школа отворена је у насељу 1961. године, а половином шездесетих година отворен је и Друштвени дом. Нова школска зграда подигнута је 1969, а у старој је отворена амбуланта. Године 1974, Шангај је постао тридесета новосадска месна заједница. Тада је изграђена и постојећа зграда месне заједнице. Од 1980. године градске власти покушавају да преселе насеље услед велике загађености околине, која је настала као последица близине рафинерије нафте и термоелектране.
Током НАТО бомбардовања 1999. Шангај је претрпео знатна разарања и велику еколошку штету, јер се нашао у троуглу стратешки важних тачака: рафинерије, термоелектране и Жежељевог моста преко Дунава. Неколико бомби велике разорне моћи пале су у непосредну близину насеља, а две у само насеље. Нема куће која није претрпела штету. Оштећена је школа, амбуланта, месна заједница и дечји вртић. Током ваздушног напада 7. јуна 1999. насеље је погођено пројектилима ваздух - земља и том приликом је погинуо становник насеља Милан Бајић, док су Сулејман Далипи и његова два сина тешко рањени, а још шест особа је било лакше рањено.

## Становништво
Према подацима предузећа ЈКП Информатика Нови Сад, на подручју месне заједнице „Шангај“ живи 1.806 становника (2010. година). Око 1/5 становништва насеља чине Роми.

## Установе
Шангај има сопствену месну заједницу, затим обданиште, школу, православну цркву, амбуланту, пијацу, продавнице, а 2010. године је у насељу отворена и прва ромска библиотека у Србији, која делује као огранак новосадске градске библиотеке. У Шангају се налази и седиште Демократске странке Рома Србије.

## Спорт
Спортско друштво „Јединство“ основано је у насељу 1959. године, а у оквиру друштва делује и фудбалски клуб „Јединство“. Клуб је неколико пута био првак новосадске лиге.

## Саобраћај
Шангај је са остатком града повезан само једном саобраћајницом, Путем Шајкашког одреда, који се спаја са путем Нови Сад-Зрењанин, којим се преко Каћког моста и канала Дунав—Тиса—Дунав стиже до централног дела Новог Сада. Са остатком Новог Сада, Шангај је повезан аутобуском линијом број 21.
У току је изградња новог моста преко Дунава у Новом Саду, који ће простор месне заједнице Шангај повезати са Петроварадином, на десној обали реке.